# Paul Wurth
Paul Wurth S.A. (Пауль Вюрт) — люксембурзька машинобудівна компанія, що випускає обладнання й агрегати для металургії. Постачає на ринок як окреме обладнання, так і заводи «під ключ».
З 17 грудня 2012 року компанія є частиною німецького машинобудівного холдингу «SMS Group», якому належить 59,1 % акцій компанії.

## Історія
Історія компанії бере початок з 1870 року, коли Ежен (Євген) Мюллер заснував в Люксембурзі підприємство з виробництва котлів. У 1890 році бізнес передано молодому інженеру Паулю Вюрту (1863—1945), чий новаторський дух глибоко позначився на історії компанії. Фірма почала спеціалізуватися на виробництві металоконструкцій, особливо на будівництві металевих мостів та виготовлені металевих кожухів доменних печей.
Компанія швидко розвивалася на початку 20 століття. У 1900 році в ній працювало 40 людей, а у 1909 році — вже 275 робітників і 24 службовці. В цей час Пауль Вюрт шукає ринки збуту в Китаї.
У 1920 році компанія стала акціонерним товариством. 1929 року Пауль Вюрт продав свою частку акцій металургійній компанії «ARBED».
У 1951 році компанія придбала в одній з британських фірм ліцензії, необхідні для проектування й виробництва повністю готових доменних печей і у 1954 році сконструювала свою першу доменну піч для компанії «Есперанс-Лонгдо» у місті Серен (Бельгія).
У 1969 році інженери компанії винайшли абсолютно новий тип завантажувального пристрою доменної печі — засипний апарат безконусового типу. В СРСР засипний апарат фірми вперше було встановлено у 1970-х роках на одній з доменних печей у РСФСР. В Україні засипний апарат цієї фірми вперше було встановлено у 1980 році на доменній печі № 9 «Криворіжсталі».
Перша дочірня компанія «Paul Wurth» була створена у 1977 році у Бразилії. В наступні роки дочірні компанії з'явилися в багатьох інших країнах світу.
У 2004 році «Paul Wurth» передала свої виробничі потужності компанії «АрселорМіттал Доммельданж» і перетворилася на чисто конструкторську компанію.

## «Paul Wurth» в Україні
В Україні обладнання компанії «Paul Wurth» — безконусовий засипний апарат — вперше було встановлено у 1980 році на доменній печі № 9 «Криворіжсталі».
У 2008 році було засновано представництво компанії в Україні, яке концентрує свої зусилля на просуванні інноваційних рішень і технологій компанії на металургійні підприємства України. Представництво розташовано у місті Маріуполь. Працівники представництва, як зазначається на сайті компанії, надають підтримку по реалізації замовлень від українських підприємств, координують роботу по проектам з місцевими компаніями-партнерами, а також здійснюють нагляд і контроль за процесом виробництва обладнання на місці.

## Продукція компанії
Компанія «Paul Wurth» проектує обладнання для металургійних заводів та коксохімічних підприємств. При цьому, компанія проектує як доменні печі, так і установки для безпосереднього (прямого) виробництва заліза.
На ринку металургійного обладнання компанія широко відома розробкою й виробництвом засипний апарат безконусового типу. З 1969 року вона виготовила понад 350 безконусових завантажувальних пристроїв доменних печей (дані 2011 року). Модифіковані або ліцензовані безконусові засипні апарати конструкції фірми «Пауль Вюрт» виготовляються у Японії і в Китаї.

Продукція фірми «Пауль Вюрт»
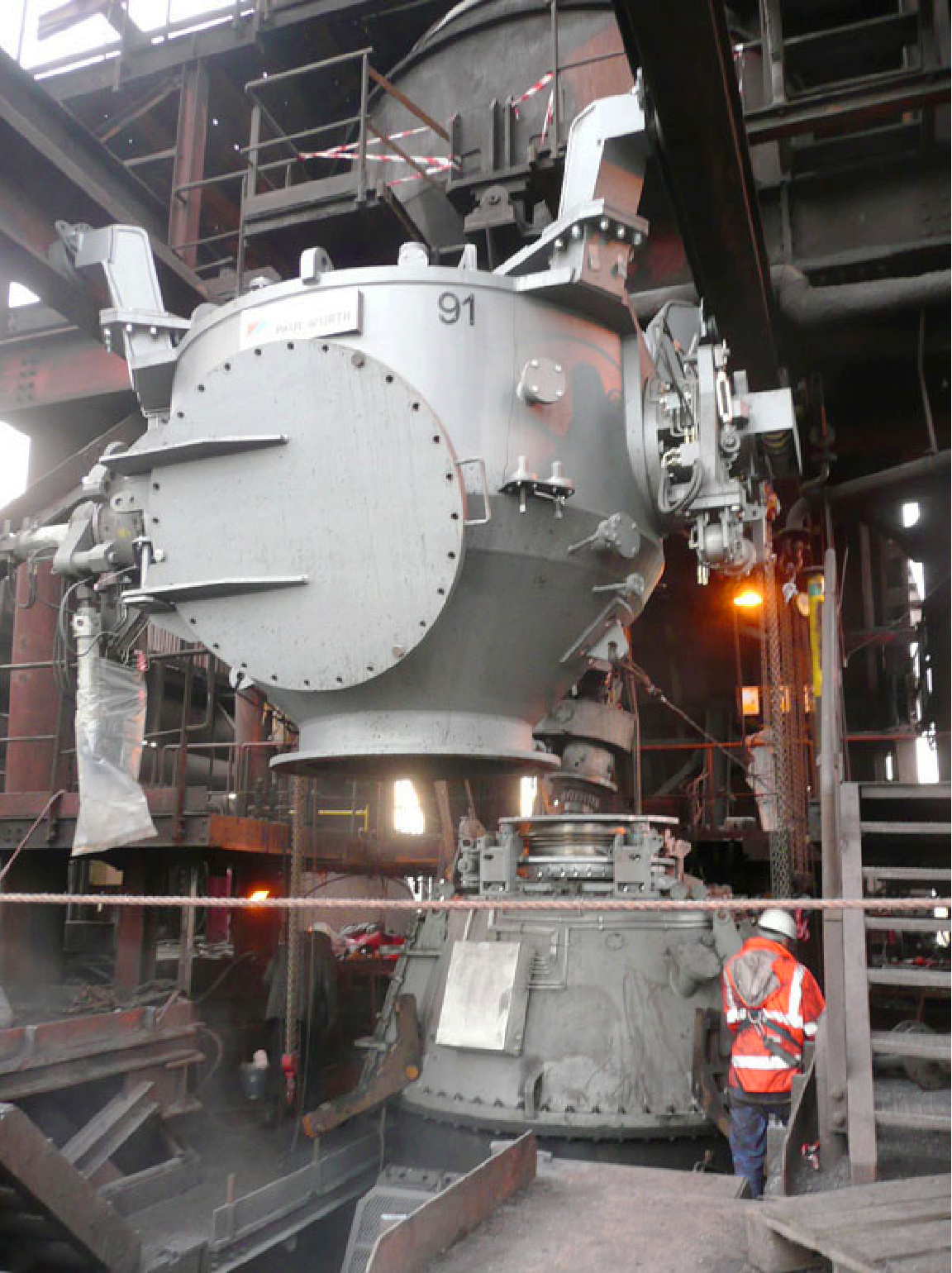
Безконусовий засипний апарат під час монтажу на доменну піч №6 металургійного заводу в Серен (Бельгія). 2007 рік.
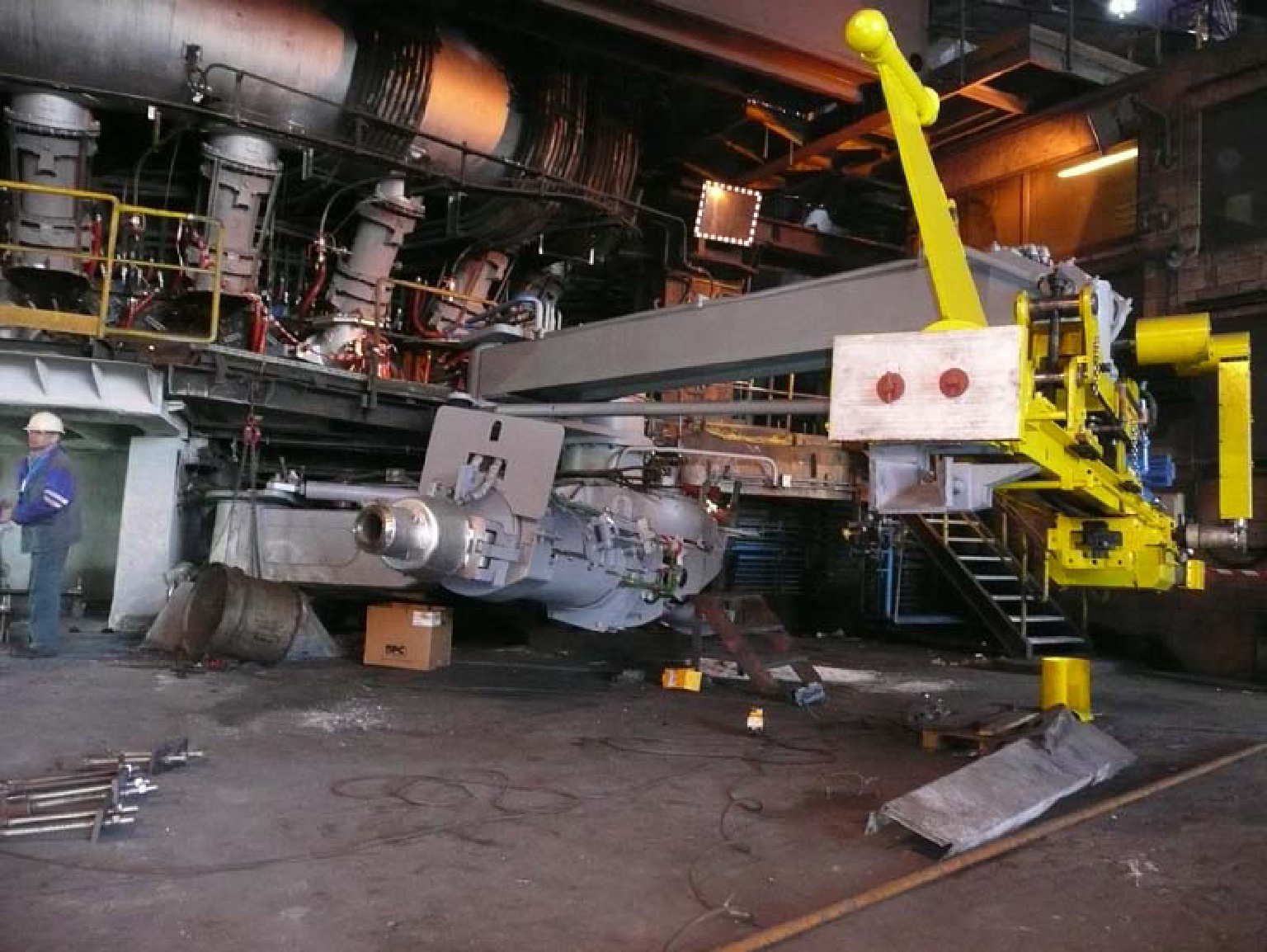
Гармата (машина закриття чавунної льотки) та машина розкриття чавунної льотки.
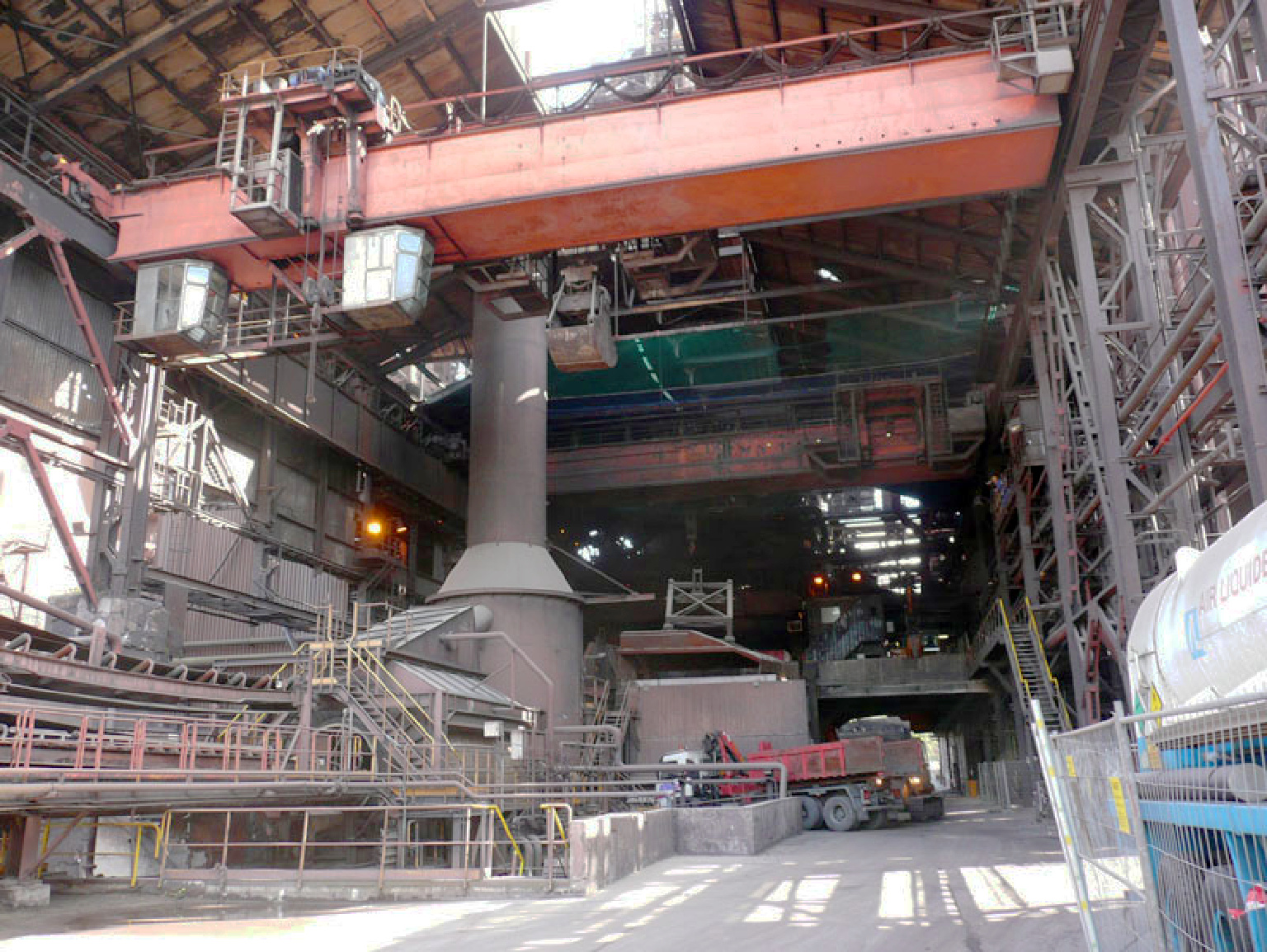
Система припічної грануляції доменного шлаку INBA, що була розроблена у 1980-х роках за участі "Paul Wurth" і постачається компанією.